# Recobriment de canvi de fase
El recobriment de canvi de fase és una capa d'aliatge metàl·lic que modifica el seu estat de cristal·lització amb la calor i sobre la qual s'escriuen les dades en un DVD per la seva qualitat de reflectir menor llum si es refreda molt ràpid (amb el que no recristal·litza bé). Aquest procés del recobriment de canvi de fase s'utilitza en el procés de gravació d'un disc magnetoòptic.
En el cas del DVD+RW (encara que fa servir la tecnologia Phase-Change Dual) aquest l'aliatge està compost de plata, indi, antimoni i tel·lur.